# БА-6
БА-6 (БА — сокращение от «Бронеавтомобиль») — советский средний бронеавтомобиль межвоенного периода и времён Великой Отечественной войны. При создании бронеавтомобиля применялось трёхосное (6 × 4) шасси грузового автомобиля ГАЗ-ААА. БА-6 является представителем семейства средних бронеавтомобилей разработки Ижорского завода (к которым также относятся бронеавтомобили БА-И, БА-3, БА-10, БА-11). По основным характеристикам и конструктивным решениям (конфигурации корпуса и башни, вооружения, силового агрегата и т.п.) БА-6 принципиально не отличался от своего предшественника БА-3. Всего в 1936-37 годах было выпущено 440 бронеавтомобилей, которые активно применялась частями РККА в ходе военных конфликтов конца 1930-х — начала 1940-х годов. Кроме того, данные бронеавтомобили использовались армиями Второй Испанской Республики и Монголии.

## Описание конструкции
Экипаж бронемашины БА-6 состоял из 4 человек. Благодаря более строгой весовой дисциплине массу бронеавтомобиля удалось уменьшить до 5120 кг при сохранении прочих тактико-технических параметров. 
От БА-3 БА-6 внешне можно было отличить по отсутствию задней двери, задних смотровых лючков и подножки в кормовой части корпуса и одностворчатым люкам на бортах носовой части корпуса. Кроме того, колея задних колёс расширилась до 1600 мм (у БА-3 — 1585 мм), база между передней осью и центром подвески задней тележки уменьшилась до 3200 мм (против 3220 мм у БА-3), расстояние между задними мостами сократилось с 1016 мм (у БА-3) до 940 мм.
В ходовой части применялись колёса с пулестойкими шинами ГК, заполненными губчатой резиной.

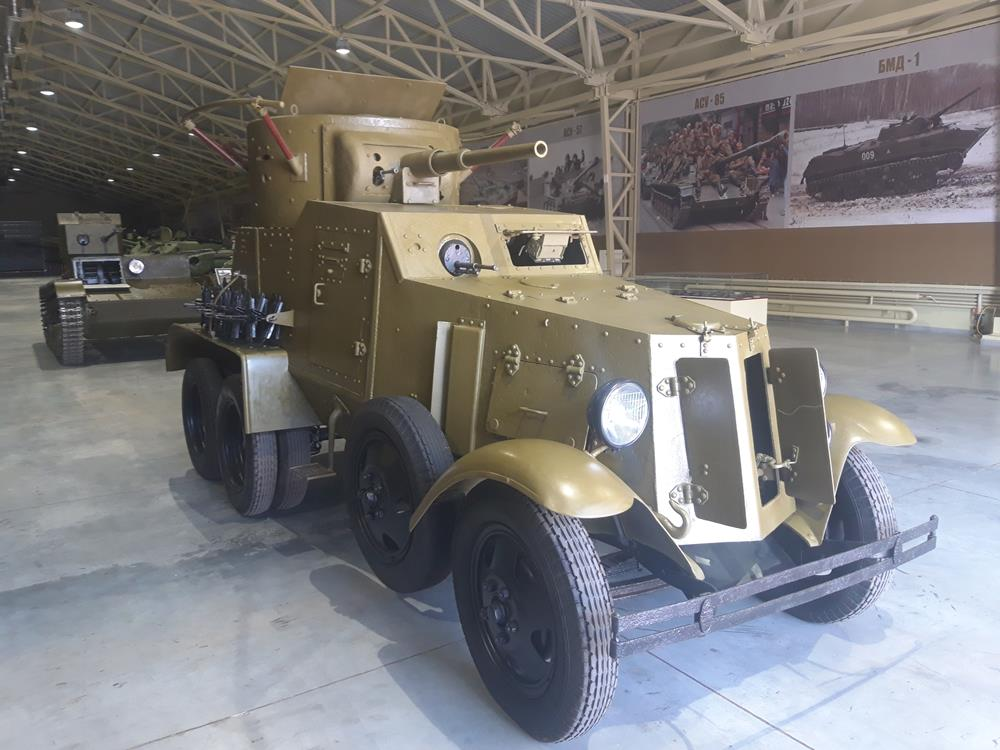
БА-6 в Музее отечественной военной истории

Основное вооружение бронемашины БА-6, состоявшее из 45 мм пушки образца 1932 года (20-К) и спаренного с ней 7,62 мм пулемёта ДТ, было установлено в цилиндрической башне кругового вращения, аналогичной по конструкции башне танка Т-26, но с более скромным бронированием, толщина которого составляла 8 мм. В вертикальной плоскости пушка наводилась на цель в секторе от -6° до +22°. Вращение башни осуществлялось с помощью механического механизма поворота с ручным приводом. Возимый боекомплект, в состав которого входили 60 выстрелов и 3402 патрона, размещался частично в башне, а частично в корпусе бронеавтомобиля. В нише башни располагались два сотовых стеллажа на 40 снарядов, вдоль бортовых стенок башни имелись гнёзда на 12 снарядов, вдоль стенок бронекорпуса в боевом отделении — ещё на 8. В четырёх стеллажах в башне и корпусе размещались магазины для пулемётов ДТ. Для ведения прицельной стрельбы в распоряжении наводчика имелись телескопический прицел ТОП образца 1930 года и перископический панорамный прицел ПТ-1 образца 1932 года.
На момент создания и в начальный период второй мировой войны бронеавтомобили БА-3, БА-6 и БА-10 имели наиболее мощное вооружение в мире среди средних и тяжёлых бронеавтомобилей. На британских и американских средних бронемашинах пушки калибра 37-40 мм появились только в 1942 году. Что же касается широко известного четырёхосного тяжёлого бронеавтомобиля SdKfz 234/2 Пума, вооружённого 50 мм пушкой KwK 39 L/60, то его серийное производство началось ещё позже — в 1943 году.
Мощное вооружение было, пожалуй, главным и единственным достоинством отечественных средних бронеавтомобилей 30-х годов прошлого века. Опыт боевых действий выявил практическую невозможность их использования на передовой из-за недостаточной проходимости, и это в равной степени относится к немецким пушечным бронеавтомобилям, которые применялись главным образом вдоль оборудованных дорог. К существенным недостаткам БА-6 следует отнести слабое бронирование и отсутствие кормового поста управления.
На базе бронеавтомобиля БА-6 были выпущены следующие модификации: БА-6 ж-д, БА-6М и БА-9.
Опытный образец БА-6, способный двигаться по железнодорожной колее, был построен в конце 1935 года. 

## Производство
|          | Производитель            | 1935 | 1936 | 1937 | Всего |
| -------- | ------------------------ | ---- | ---- | ---- | ----- |
| БА-6 лин | Ижорский з-д (Ленинград) | 1*   | 261  | 61   | 323   |
| БА-6 рад |                          |      |      | 72   | 72    |
| БА-6 ж-д | З-д ДРО (Выкса)          |      |      | 45** | 45    |
| Всего    |                          | 1    | 261  | 178  | 440   |

*Прототип БА-3М
**Изготовлены на Ижорском заводе, закончены в ж-д варианте и сданы на з-де ДРО. 

## Модификации
В 1936 г. появился модернизированный броневик БА-6М, отличавшийся от базового бронеавтомобиля башней в виде усечённого конуса, увеличенной до 10 мм толщиной брони, наличием радиостанции 71-ТК-1 и 36,8-киловаттным (50 л. с.) двигателем ГАЗ-М1.
Вооружение БА-6М осталось прежним: 45-мм пушка 20К образца 1932 года и два 7,62-мм пулемёта ДТ, но возимый боекомплект слегка сократился и насчитывал 50 снарядов и 2520 патронов.
При боевой массе 4,8 т машина развивала максимальную скорость до 52 км/ч и с полным баком могла пройти 170—287 км. Для улучшения проходимости на задние ведущие колёса надевались специальные вездеходные цепи, которые обычно крепились на задних крыльях.
Одновременно с БА-6М был построен его облегчённый вариант БА-9, вооружённый вместо пушки 12,7-мм пулемётом ДК. По указанию наркома обороны К. Е. Ворошилова в 1937 году Ижорский завод должен был изготовить 100 бронемашин БА-9 для кавалерийских частей, однако из-за отсутствия нужного количества пулемётов ДК этого сделать не удалось.
Для езды по рельсам на колёса бронемашины надевались специальные металлические бандажи с ребордами, однако сначала приходилось демонтировать внешние колёса на задних мостах машины, чтобы добиться попадания в размер рельсовой колеи. При движении по рельсам рулевое управление блокировалось в нейтральном положении. По железной дороге 5,9-тонный БА-6 ж-д развивал скорость 55 км/ч и имел запас хода 110—150 км. В 1937 году было изготовлено 45 бронемашин, 22 из которых использовались в 5-м отдельном батальоне бронедрезин.

## Служба и боевое применение

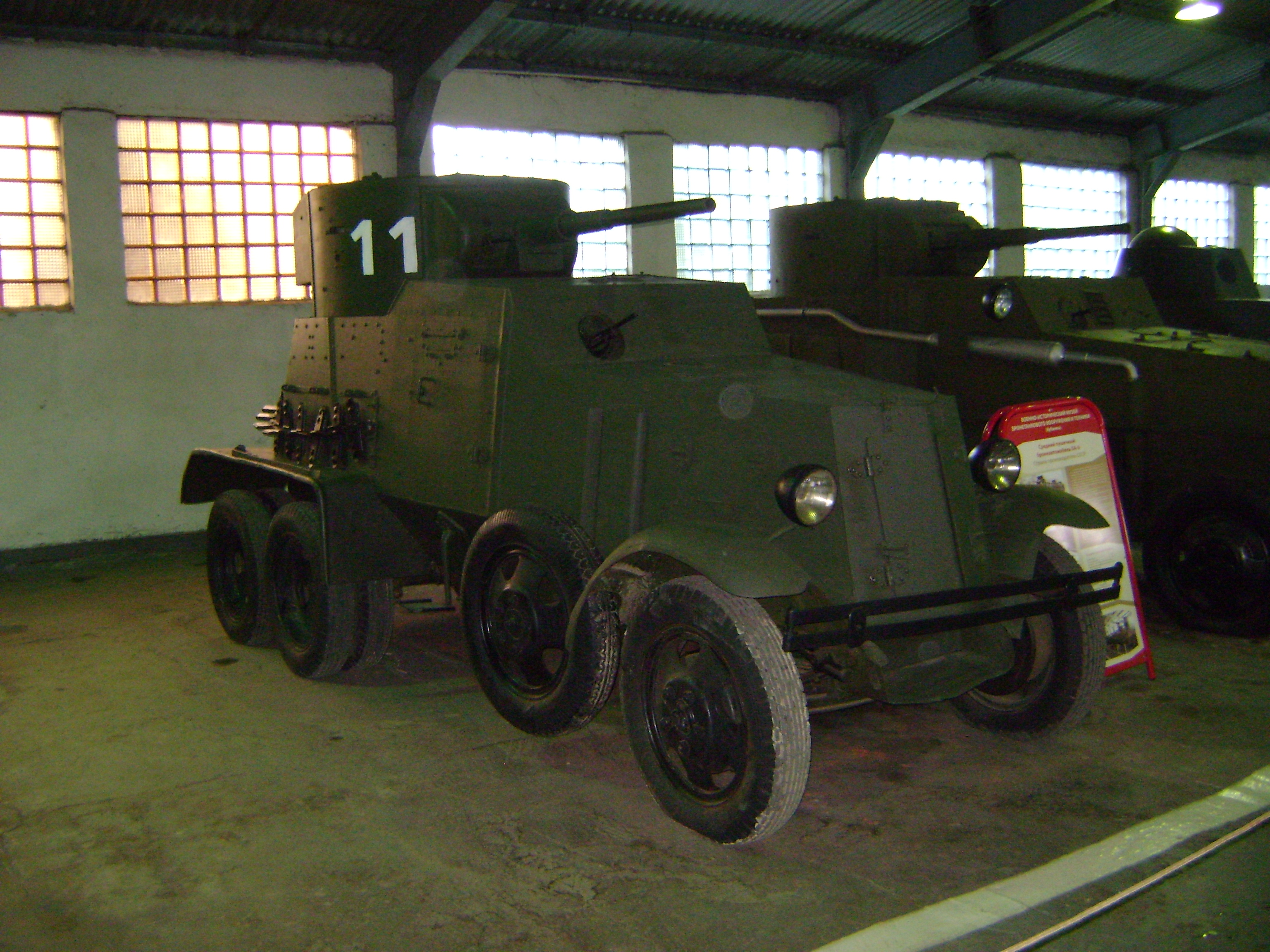
БА-6 в музее в Кубинке

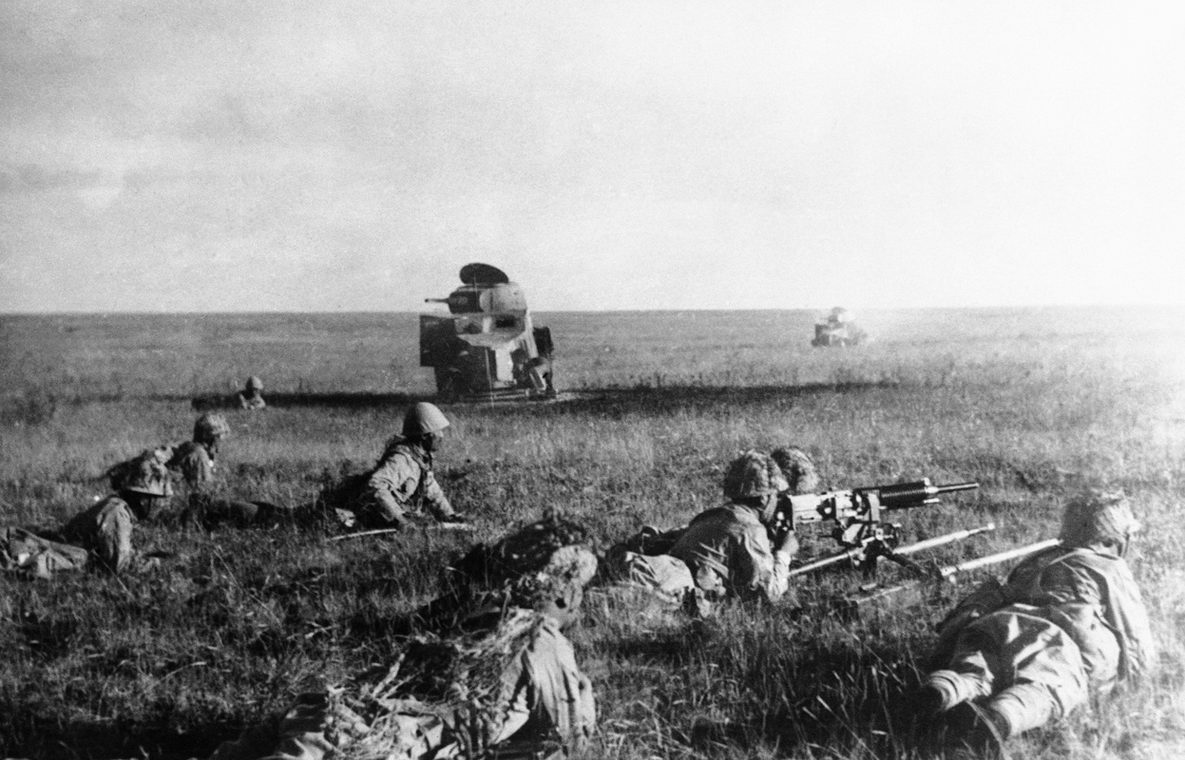
Японцы и подбитые БА-10. 1939

Бронеавтомобили БА-3 и БА-6 поступали на вооружение разведывательных подразделений танковых, кавалерийских и стрелковых соединений Красной Армии. В 1937 году в Забайкальском военном округе был сформирован мотоброневой полк, вскоре развёрнутый в мотоброневую бригаду. В неё входили батальон средних бронеавтомобилей, разведывательный батальон, укомплектованный средними и лёгкими бронеавтомобилями, и стрелково-пулемётный батальон. Всего в бригаде по штату № 16/720 полагалось 57 средних и 30 лёгких бронеавтомобилей. Три таких бригады — 7-я, 8-я и 9-я принимали участие в боях с японскими войсками у реки Халхин-Гол, в ходе которых было безвозвратно потеряно 44 БА-6.

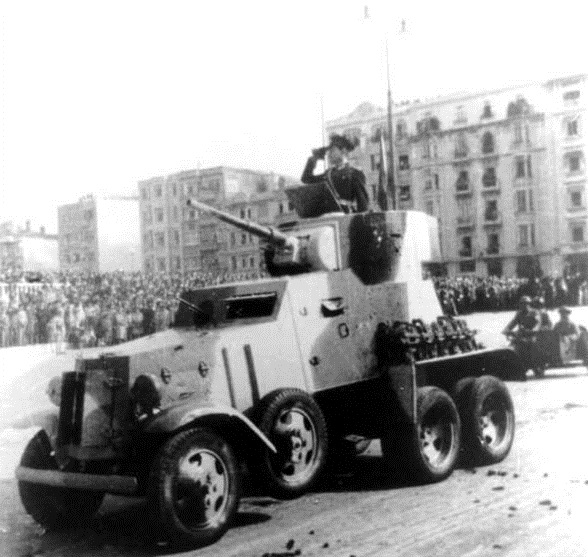
БА-6 на параде в Анкаре. 1935

Практически одновременно с поступлением новых броневиков на вооружение Красной Армии началась и их поставка за рубеж.

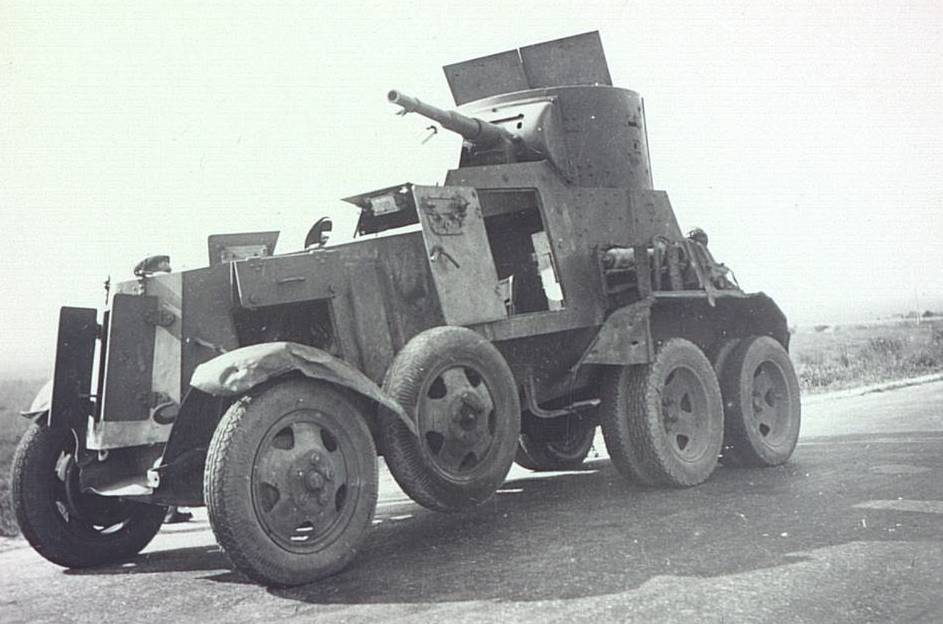
БА-6 испанской республики

В 1936 в Испанию были поставлены 3 бронеавтомобиля БА-3 и 37 БА-6. Одним из первых соединений республиканской армии, получившим эти боевые машины, стала 1-я бронетанковая бригада под командованием Д. Г. Павлова, которой в январе 1937 года пришлось вести тяжёлые бои под Мадридом. В ходе этих сражений пушечным огнём бронемашин БА-6 удалось подбить несколько танков противника. В декабре 1937 года несколько БА-6 с испанскими экипажами участвовали в наступлении на Теруэльский выступ. После окончания гражданской войны некоторое количество БА-6 состояло на вооружении испанской армии до начала 50-х годов прошлого века.
БА-6 находились также на вооружении Монгольской народно-революционной армии. В 1936 она получила первые 15 машин, в 1937 — 4, в 1938 — 40 и в 1939 — 20. В общей сложности туда отправили 79 машин. Укомплектованные ими бронедивизионы 6-й и 8-й монгольских кавалерийских дивизий весной-летом 1939 года принимали участие в вооружённом конфликте у реки Халхин-Гол, в ходе которого 2 машины были потеряны безвозвратно. В июле 1941 года 11 БА-6 числились в 7-й и 13 — в 8-й кавалерийских дивизиях, 52 — в бронебригаде и одна машина была возвращена в СССР.
Всего в период с 1936 по 1939 годы было экспортировано 116 бронеавтомобилей БА-6. Значительная часть из оставшихся в СССР машин несла службу в частях Красной Армии на Дальнем Востоке. Некоторое количество броневиков БА-3 и БА-6 состояло на вооружении советских частей, участвовавших в польском походе и зимней войне с Финляндией, безвозвратные потери в которой составили 7 БА-6. На фронтах Великой Отечественной войны БА-3 и БА-6 активно использовались до конца 1942 года, а два до 1944-го. На Дальнем Востоке 14 БА-6 до августа 1945 года, но сведений о их участии в боях не обнаружено.
| Наличие бронеавтомобилей БА-6 в РККА на 1 июня 1941 года | Наличие бронеавтомобилей БА-6 в РККА на 1 июня 1941 года | Наличие бронеавтомобилей БА-6 в РККА на 1 июня 1941 года | Наличие бронеавтомобилей БА-6 в РККА на 1 июня 1941 года | Наличие бронеавтомобилей БА-6 в РККА на 1 июня 1941 года | Наличие бронеавтомобилей БА-6 в РККА на 1 июня 1941 года | Наличие бронеавтомобилей БА-6 в РККА на 1 июня 1941 года | Наличие бронеавтомобилей БА-6 в РККА на 1 июня 1941 года | Наличие бронеавтомобилей БА-6 в РККА на 1 июня 1941 года | Наличие бронеавтомобилей БА-6 в РККА на 1 июня 1941 года | Наличие бронеавтомобилей БА-6 в РККА на 1 июня 1941 года | Наличие бронеавтомобилей БА-6 в РККА на 1 июня 1941 года | Наличие бронеавтомобилей БА-6 в РККА на 1 июня 1941 года | Наличие бронеавтомобилей БА-6 в РККА на 1 июня 1941 года | Наличие бронеавтомобилей БА-6 в РККА на 1 июня 1941 года | Наличие бронеавтомобилей БА-6 в РККА на 1 июня 1941 года | Наличие бронеавтомобилей БА-6 в РККА на 1 июня 1941 года | Наличие бронеавтомобилей БА-6 в РККА на 1 июня 1941 года | Наличие бронеавтомобилей БА-6 в РККА на 1 июня 1941 года | Наличие бронеавтомобилей БА-6 в РККА на 1 июня 1941 года |
| Модель                                                   | Категория                                                | ЛВО                                                      | ПОВО                                                     | ЗОВО                                                     | КОВО                                                     | ОдВО                                                     | ЗакВО                                                    | САВО                                                     | ЗабВО                                                    | ДВФ                                                      | МВО                                                      | ПриВО                                                    | ОрВО                                                     | ХВО                                                      | СКВО                                                     | УрВО                                                     | СибВО                                                    | Рембазы                                                  | Всего                                                    |
| БА-6 лин                                                 | 1                                                        |                                                          |                                                          |                                                          |                                                          |                                                          | 1                                                        |                                                          |                                                          | 9                                                        |                                                          |                                                          |                                                          |                                                          |                                                          |                                                          |                                                          |                                                          | 10                                                       |
| БА-6 лин                                                 | 2                                                        | 16                                                       | 1                                                        | 6                                                        | 6                                                        | 1                                                        | 2                                                        | 1                                                        | 30                                                       | 64                                                       |                                                          | 5                                                        |                                                          | 4                                                        | 2                                                        | 5                                                        |                                                          |                                                          | 143                                                      |
| БА-6 лин                                                 | 3                                                        | 6                                                        |                                                          | 1                                                        |                                                          |                                                          |                                                          | 1                                                        | 4                                                        | 1                                                        |                                                          |                                                          | 1                                                        |                                                          |                                                          |                                                          |                                                          |                                                          | 14                                                       |
| БА-6 лин                                                 | 4                                                        | 1                                                        |                                                          |                                                          |                                                          |                                                          |                                                          |                                                          | 13                                                       |                                                          | 4                                                        |                                                          |                                                          |                                                          |                                                          |                                                          |                                                          | 1                                                        | 19                                                       |
| БА-6 лин                                                 | Всего                                                    | 23                                                       | 1                                                        | 7                                                        | 6                                                        | 1                                                        | 3                                                        | 2                                                        | 47                                                       | 74                                                       | 4                                                        | 5                                                        | 1                                                        | 4                                                        | 2                                                        | 5                                                        |                                                          | 1                                                        | 186                                                      |
| БА-6 рад                                                 | 2                                                        |                                                          |                                                          | 1                                                        |                                                          |                                                          |                                                          | 9                                                        | 22                                                       | 8                                                        | 7                                                        |                                                          |                                                          | 4                                                        |                                                          |                                                          | 3                                                        |                                                          | 54                                                       |
| БА-6 рад                                                 | 3                                                        |                                                          |                                                          | 2                                                        |                                                          |                                                          |                                                          |                                                          | 1                                                        |                                                          |                                                          |                                                          |                                                          |                                                          |                                                          |                                                          |                                                          |                                                          | 3                                                        |
| БА-6 рад                                                 | Всего                                                    |                                                          |                                                          | 3                                                        |                                                          |                                                          |                                                          | 9                                                        | 23                                                       | 8                                                        | 7                                                        |                                                          |                                                          | 4                                                        |                                                          |                                                          | 3                                                        |                                                          | 57                                                       |
| Итого                                                    | Итого                                                    | 23                                                       | 1                                                        | 10                                                       | 6                                                        | 1                                                        | 3                                                        | 11                                                       | 70                                                       | 82*                                                      | 11                                                       | 5                                                        | 1                                                        | 8                                                        | 2                                                        | 5                                                        | 3                                                        | 1                                                        | 243*                                                     |
| -------------------------------------------------------- | -------------------------------------------------------- | -------------------------------------------------------- | -------------------------------------------------------- | -------------------------------------------------------- | -------------------------------------------------------- | -------------------------------------------------------- | -------------------------------------------------------- | -------------------------------------------------------- | -------------------------------------------------------- | -------------------------------------------------------- | -------------------------------------------------------- | -------------------------------------------------------- | -------------------------------------------------------- | -------------------------------------------------------- | -------------------------------------------------------- | -------------------------------------------------------- | -------------------------------------------------------- | -------------------------------------------------------- | -------------------------------------------------------- |

*Кроме того в бронепоездных частях имелось 45 бронемашин БА-6 ж-д, из них  22 находились в 5-м отдельном батальоне бронедрезин ДВФ.

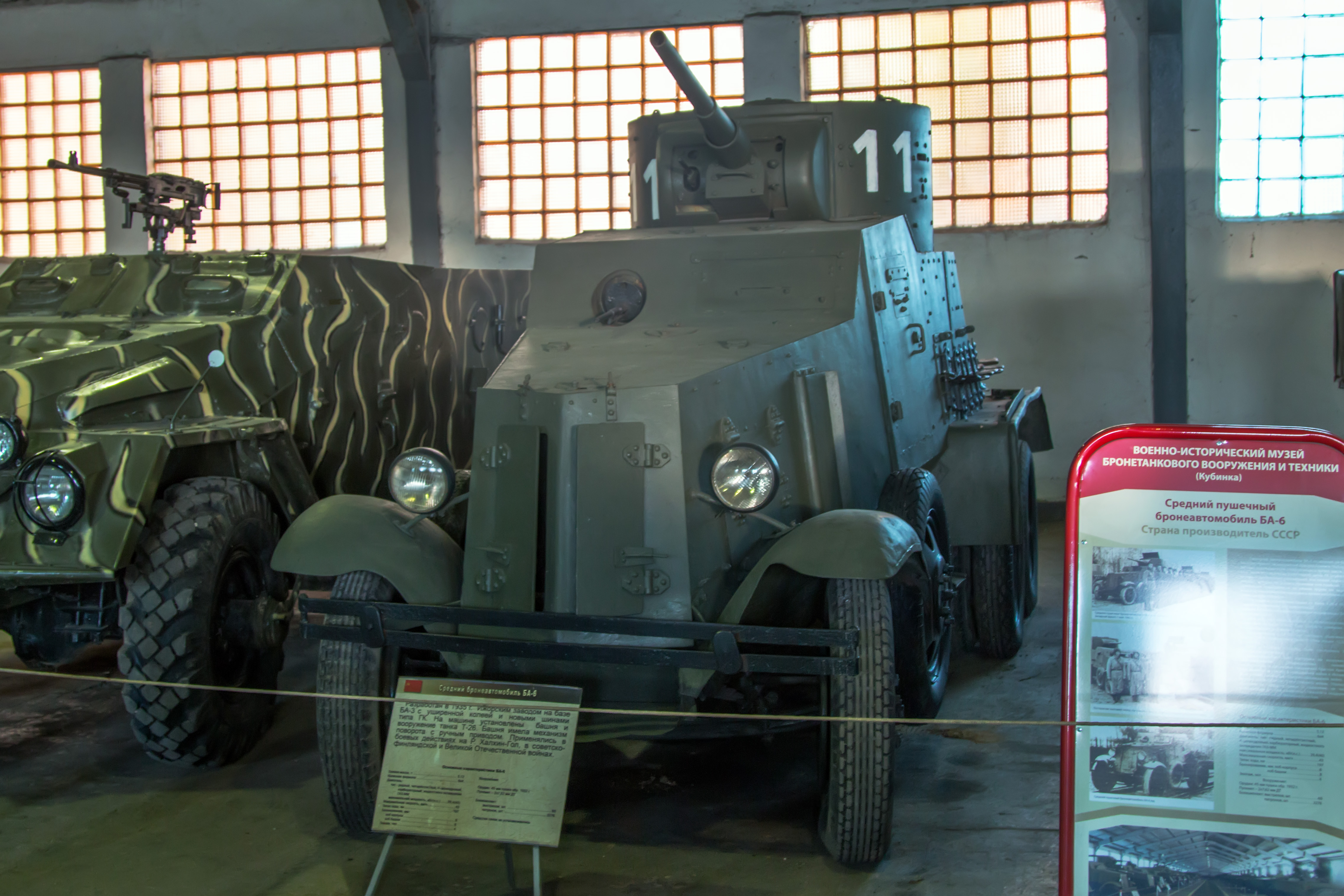
БА-6 в музее в Кубинке

Значительно дольше эксплуатировались эти машины в финской армии, которой они достались в качестве трофеев в 1939-40-х и 1941-42-х годах. Так на 31.05.1941 в финской армии числились 1 БА-3, 2 БА-6 и 7 БА-10. К 1 июня 1944 года у финнов имелся один БА-3 (нёс службу вплоть до конца 1954 года), 10 БА-6 (эксплуатировались до конца 1956 года) и 13 БА-10.

## Состоял на вооружении
- СССР
- Монголия — 79 в 1936—39 годах
- Испания — 37 в 1936 году
- Финляндия — трофейные
- Нацистская Германия — трофейные

## Сохранившиеся экземпляры
- В открытой экспозиции Центрального Музея Вооружённых Сил, Москва [15][16][17]. Передан из Музея в Кубинке в 2000 г.
- Памятник у воинской части 58-го Гродековского пограничного отряда в посёлке городского типа Пограничный, Приморский край. Ходовая часть и вооружение — макет[18].
- На территории сомона Сумбэр (Монголия). Отсутствуют передняя ось с колёсами, боковая дверь. Бывший радийный. Сохранились остатки креплений поручневой антенны[18].
- Также, реплика высокой степени достоверности находится в экспозиции Музея «Боевой славы Урала» в г. Верхняя Пышма[18].
- В экспозиции Музея отечественной военной истории, в деревне Падиково Истринского района Московской области[19]. Полностью отреставрирован, на ходу.